# Michele Emiliano
Michele Emiliano (né le 23 juillet 1959 à Bari) est un magistrat et homme politique italien, ancien membre du Parti démocrate. Magistrat actif dans la lutte contre la mafia, il est maire de la ville de Bari pendant une décennie puis président de la région des Pouilles depuis 2015. En 2017, il se présente à la primaire du Parti démocrate. Le 3 décembre 2018, en tant que magistrat et en application d’une décision de la Cour constitutionnelle, il annonce qu’il ne renouvelle pas son adhésion au Parti démocrate tout en demeurant de centre-gauche.

## Biographie

### Jeunesse
Michele Emiliano est le fils d'un footballeur professionnel, plus tard petit entrepreneur. De 1962 à 1968, il vit à Bologne avec sa famille mais revient ensuite à Bari. Il est diplômé en jurisprudence de l'université de Bari en 1983 et travaille ensuite comme pratiquant dans un cabinet d'avocat. Il se marie en 1988 et a trois enfants.

### Activité de magistrat
À 26 ans il abandonne la profession d'avocat et passe le concours de la magistrature. Il se transfert alors dans la ville sicilienne d'Agrigente où il travaille auprès du procureur de la ville et rencontre notamment les magistrats Giovanni Falcone et Rosario Livatino, tous deux plus tard assassinés par la mafia. De 1990 à 1995, il travaille auprès du procureur de Brindisi, dans les Pouilles, et s'occupe de la lutte contre la mafia. En 1995 il retourne à Bari, sa ville natale, et y devient substitut du procureur de la Direction antimafia du district. Il conserve cette charge jusqu'en 2003, date à laquelle il accepte de se présenter aux élections municipales de Bari au sein de la coalition de centre-gauche.

### Carrière politique

#### Maire de Bari
Michele Emiliano se présent donc aux élections municipales de Bari en 2004, qu'il remporte dès le premier tour avec 53,8% des suffrages face au candidat de centre-droite Luigi Lobuono. Le 14 octobre 2007, il est nommé secrétaire régional du Parti démocrate dans les Pouilles, poste également convoité par le sénateur Antonio Gaglione. 
Il se présente de nouveau à la mairie de Bari en juin 2009. Il obtient 49,01% des voix au premier tour contre l'ex-maire de droite Simeone Di Cagno Abbrescia, qui lui en obtient 46,05%. Au second tour il parvient toutefois à rassembler 59,8% des votes et conserve donc son poste de maire.

#### Président des Pouilles
Lors des élections régionales du 31 mai 2015, il est élu président de la région des Pouilles et entre en fonction le 26 juin suivant.

#### Primaire du Parti démocrate
Après la démission de Matteo Renzi, il se présente au poste de secrétaire du Parti démocrate. L'élection a lieu le 30 avril 2017 et réunit 1,8 million de votants. Michele Emiliano doit alors faire face à Matteo Renzi (ex-président du Conseil des ministres et ex-secrétaire du Parti démocrate) et à Andrea Orlando (ministre italien de la Justice). Michele Emilano réunit 10,49% des votes contre 70,01% pour Matteo Renzi et 19,50% pour Andrea Orlando.